# Reisiswil
Reisiswil est une commune suisse du canton de Berne, située dans l'arrondissement administratif de Haute-Argovie.

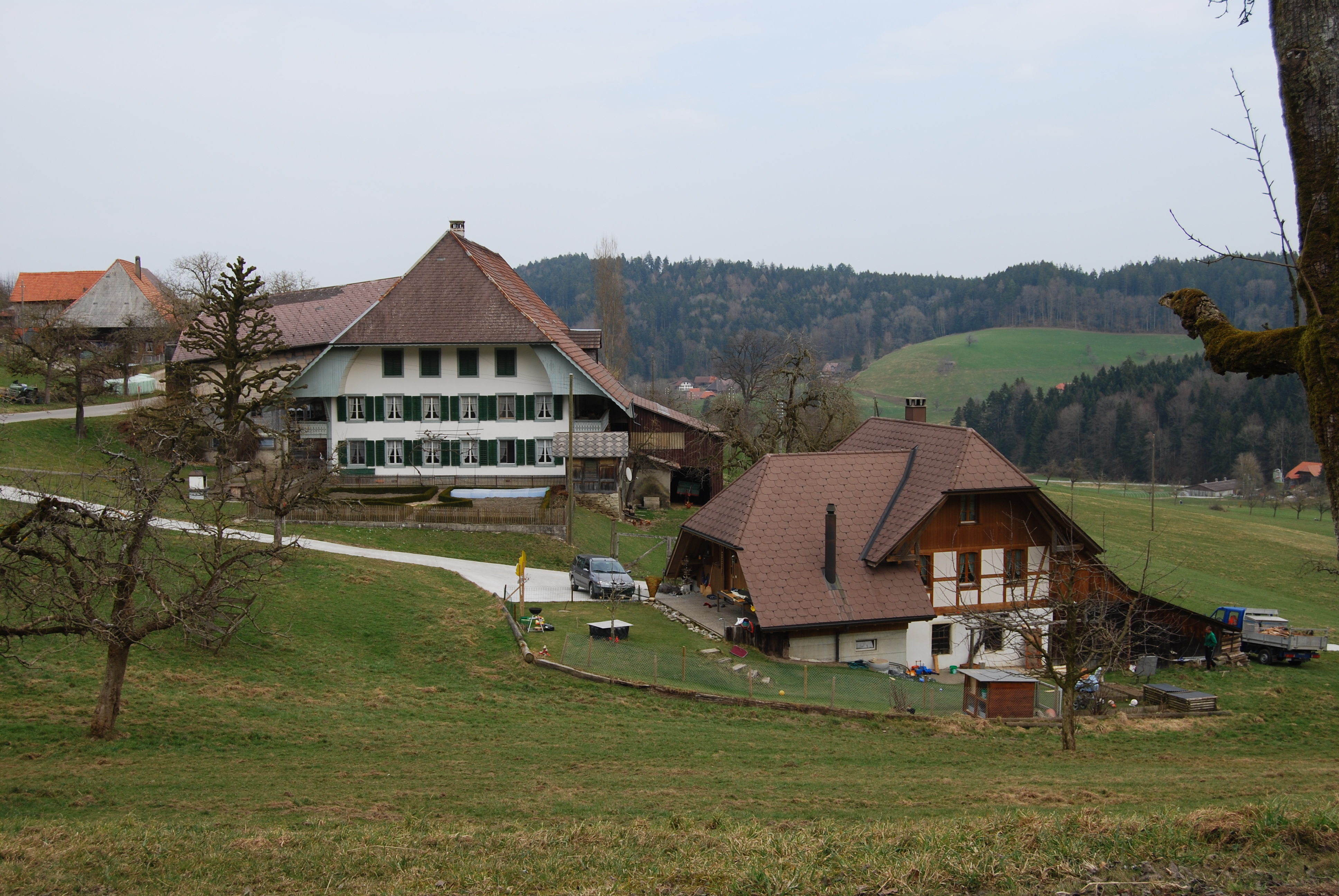
Reisiswil.